# وردون (داکوتای جنوبی)
وردون(به انگلیسی: Verdon) شهری در ایالت داکوتای جنوبی کشور ایالات متحده آمریکا است که جمعیت آن در سرشماری سال ۲۰۱۰ میلادی، ۵ نفر بوده‌است.